# Okręg wyborczy Derbyshire
Okręg wyborczy Derbyshire powstał w 1290 r. i wysyłał do angielskiej, a następnie brytyjskiej, Izby Gmin dwóch deputowanych. Okręg obejmował hrabstwo Derbyshire. Został zlikwidowany w 1832 r.

## Deputowani do brytyjskiej Izby Gmin z okręgu Derbyshire

### Deputowani w latach 1290–1660
- 1562: George Hastings
- 1563–1564: William St Loe
- 1572–1584: Gilbert Talbot
- 1572–1598: Henry Cavendish
- 1584–1587: Henry Talbot
- 1601: Francis Leeke
- 1601: Peter Frescheville
- 1604–1611: William Kniveton
- 1604–1611: John Harpur
- 1621–1626: William Cavendish, lord Cavendish of Hardwick
- 1621–1622: Peter Frescheville
- 1640–1648: John Curzon
- 1640–1648: John Coke
- 1653–1654: Gervase Bennet
- 1653–1655: Nathaniel Barton
- 1654–1659: Thomas Sanders
- 1654–1655: Edward Gell
- 1654–1659: John Gell
- 1656–1658: Samuel Sleigh
- 1656–1658: German Pole

### Deputowani w latach 1660–1832
- 1660–1661: Henry Cavendish, wicehrabia Mansfield
- 1660–1661: John Ferrers
- 1661–1685: William Cavendish, lord Cavendish
- 1661–1665: John Frescheville
- 1665–1670: John Milward
- 1670–1685: William Sacheverell
- 1685–1689: Robert Coke
- 1685–1698: Gilbert Clarke
- 1689–1689: John Gell
- 1689–1690: Philip Gell, wigowie
- 1690–1695: Henry Gilbert
- 1695–1701: William Cavendish, markiz Hartington, wigowie
- 1698–1701: Thomas Coke
- 1701–1701: John Manners, lord Roos
- 1701–1710: Thomas Coke
- 1701–1727: John Curzon, torysi
- 1710–1734: Godfrey Clarke
- 1727–1754: Nathaniel Curzon, torysi
- 1734–1741: lord Charles Cavendish, wigowie
- 1741–1751: William Cavendish, markiz Hartington, wigowie
- 1751–1754: Frederick Cavendish, wigowie
- 1754–1780: George Cavendish, wigowie
- 1754–1761: Nathaniel Curzon, torysi
- 1761–1768: Henry Harpur, torysi
- 1768–1775: Godfrey Bagnall Clarke, torysi
- 1775–1784: Nathaniel Curzon, torysi
- 1780–1781: Richard Cavendish, wigowie
- 1781–1794: George Cavendish, wigowie
- 1784–1822: Edward Miller Mundy, torysi
- 1794–1797: John Cavendish, wigowie
- 1797–1832: lord George Cavendish, wigowie
- 1822–1831: Francis Mundy, torysi
- 1831–1832: George Venables-Vernon, wigowie